# Slagmolen (Overpelt)
De Slagmolen is een watermolen op de Dommel in de Belgische gemeente Pelt. Hij is gelegen aan de Slagmolenstraat.

## Geschiedenis
Deze molen werd reeds in 1218 voor het eerst vermeld. Lange tijd werd hij als oliemolen gebruikt. In 1902 werd de molen volledig herbouwd en kreeg hij een metalen waterrad.
Tot omstreeks 1960 was de molen nog als korenmolen in bedrijf, maar daarna werd ook het binnenwerk eruit gesloopt. Het rad bleef nog wel gehandhaafd, maar dit begon te vervallen.
Het gebouw werd ten slotte nog gebruikt als laboratorium en ingericht als woning.

## Nabijgelegen watermolens
Stroomafwaarts vindt men op de Dommel de Volmolen en stroomopwaarts vindt men de Bemvoortse Molen.